# Давид Фёдорович
Дави́д Фёдорович — святой князь ярославский.
Сын Фёдора Ростиславича Чёрного, известен только по одному указанию летописи на год его смерти — 1321.
Святые мощи его, равно как мощи его отца и брата Константина, обретены при последнем владетельном князе ярославском Александре Фёдоровиче Брюхатом и покоились в Спасском монастыре Ярославля.
Давид Фёдорович имел двоих сыновей, между которыми разделил свой удел: ярославского князя Василия, по прозванию Грозный и мологского князя Михаила, от потомков которого пошли княжеские рода: Сицкие, Моложские, Прозоровские, Шуморовские, Ушатые, Дуловы.

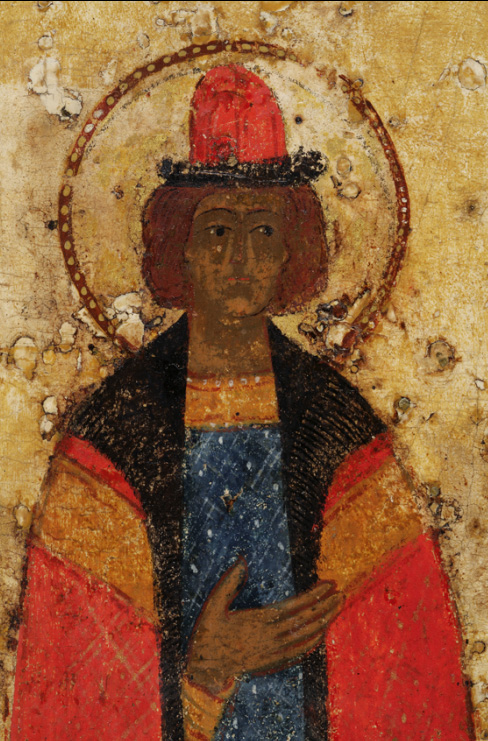
Наиболее раннее изображение Давида Ярославского (конец XV века). Частный музей русской иконы
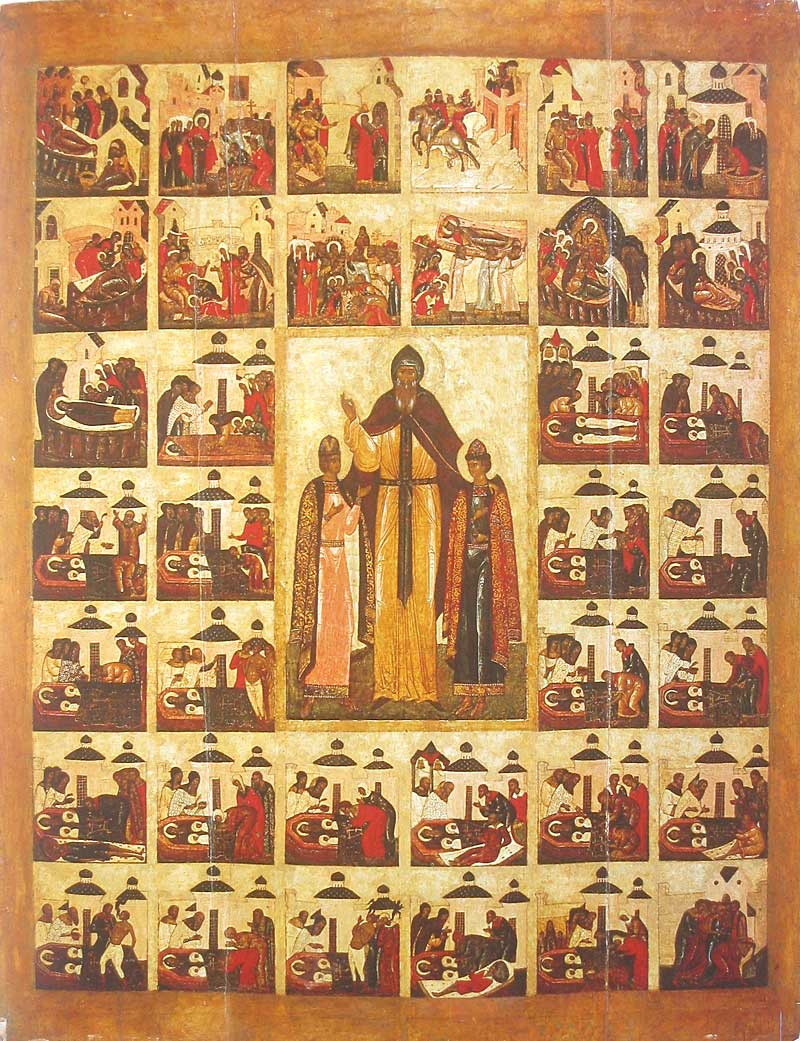
Икона «Ярославские князья Фёдор, Давид и Константин в житии», XVI век. Ярославский историко-архитектурный и художественный музей-заповедник. Из церкви Чудотворцев Спасского монастыря в Ярославле